# Handball-Europameisterschaft der Männer
Die Handball-Europameisterschaften der Männer werden seit 1994 ausgespielt. Sie finden im Abstand von zwei Jahren statt. Nach einer Qualifikation treffen hier seit 2020 die besten 24 (anfangs die besten zwölf, ab 2002 die besten 16) Mannschaften der Europäischen Handballföderation (EHF) aufeinander. Das Turnier dient neben der Ermittlung der besten europäischen Mannschaft auch als Qualifikation für die Weltmeisterschaft. Die Europameisterschaft der Frauen und der Männer werden stets separat ausgetragen, finden jedoch grundsätzlich im selben Jahr statt.
Als inoffizieller Vorläufer der Handball-Europameisterschaft der Herren kann der Ostseepokal angesehen werden, der von 1968 bis 1989 ausgetragen wurde.

## Turniere im Überblick
| Jahr | Gastgeberland                     | Teams | Europameister | Ergebnis       | Zweiter     | Dritter        | Ergebnis    | Vierter     |
| ---- | --------------------------------- | ----- | ------------- | -------------- | ----------- | -------------- | ----------- | ----------- |
| 1994 | Portugal                          | 12    | Schweden      | 34:21          | Russland    | Kroatien       | 24:23       | Dänemark    |
| 1996 | Spanien                           | 12    | Russland      | 23:22          | Spanien     | BR Jugoslawien | 26:25       | Schweden    |
| 1998 | Italien                           | 12    | Schweden      | 25:23          | Spanien     | Deutschland    | 30:28 n. V. | Russland    |
| 2000 | Kroatien                          | 12    | Schweden      | 32:31 n. 2. V. | Russland    | Spanien        | 24:23       | Frankreich  |
| 2002 | Schweden                          | 16    | Schweden      | 33:31 n. V.    | Deutschland | Dänemark       | 29:22       | Island      |
| 2004 | Slowenien                         | 16    | Deutschland   | 30:25          | Slowenien   | Dänemark       | 31:27       | Kroatien    |
| 2006 | Schweiz                           | 16    | Frankreich    | 31:23          | Spanien     | Dänemark       | 32:27       | Kroatien    |
| 2008 | Norwegen                          | 16    | Dänemark      | 24:20          | Kroatien    | Frankreich     | 36:26       | Deutschland |
| 2010 | Österreich                        | 16    | Frankreich    | 25:21          | Kroatien    | Island         | 29:26       | Polen       |
| 2012 | Serbien                           | 16    | Dänemark      | 21:19          | Serbien     | Kroatien       | 31:27       | Spanien     |
| 2014 | Dänemark                          | 16    | Frankreich    | 41:32          | Dänemark    | Spanien        | 29:28       | Kroatien    |
| 2016 | Polen                             | 16    | Deutschland   | 24:17          | Spanien     | Kroatien       | 31:24       | Norwegen    |
| 2018 | Kroatien                          | 16    | Spanien       | 29:23          | Schweden    | Frankreich     | 32:29       | Dänemark    |
| 2020 | Norwegen, Österreich und Schweden | 24    | Spanien       | 22:20          | Kroatien    | Norwegen       | 28:20       | Slowenien   |
| 2022 | Ungarn und Slowakei               | 24    | Schweden      | 27:26          | Spanien     | Dänemark       | 35:32 n. V. | Frankreich  |
| 2024 | Deutschland                       | 24    | Frankreich    | 33:31 n. V.    | Dänemark    | Schweden       | 34:31       | Deutschland |
| 2026 | Dänemark, Norwegen und Schweden   |       |               |                |             |                |             |             |
| 2028 | Spanien, Portugal und Schweiz     |       |               |                |             |                |             |             |
| 2030 | Tschechien, Polen und Dänemark    |       |               |                |             |                |             |             |
| 2032 | Deutschland und Frankreich        |       |               |                |             |                |             |             |

## Medaillenspiegel
Stand nach 16 Europameisterschaften, einschließlich 2024.
| Rang | Land           | Goldmedaillen | Silbermedaillen | Bronzemedaillen | Gesamt |
| ---- | -------------- | ------------- | --------------- | --------------- | ------ |
| 1    | Schweden       | 5             | 1               | 1               | 7      |
| 2    | Frankreich     | 4             | –               | 2               | 6      |
| 3    | Spanien        | 2             | 5               | 2               | 9      |
| 4    | Dänemark       | 2             | 2               | 4               | 8      |
| 5    | Deutschland    | 2             | 1               | 1               | 4      |
| 6    | Russland       | 1             | 2               | –               | 3      |
| 7    | Kroatien       | –             | 3               | 3               | 6      |
| 8    | Serbien        | –             | 1               | –               | 1      |
| 8    | Slowenien      | –             | 1               | –               | 1      |
| 10   | BR Jugoslawien | –             | –               | 1               | 1      |
| 10   | Norwegen       | –             | –               | 1               | 1      |
| 10   | Island         | –             | –               | 1               | 1      |

## Torschützen
Bei der Europameisterschaft 2024 übertraf Nikola Karabatić in der Hauptrunde den bis dato als besten Torschützen bei Europameisterschaften gewerteten Guðjón Valur Sigurðsson (288 Tore). Im Finale desselben Turniers wurde die von Karabatić’ gehaltene Bestmarke von insgesamt 295 Toren durch Mikkel Hansen um einen Treffer auf 296 Tore verbessert.

## Nachwuchsturniere
Für Junioren- und Jugend-Mannschaften werden die U-20-Europameisterschaften sowie die U-18-Europameisterschaften veranstaltet.